# WebKit
WebKit is een layout-engine, een verzameling softwarebibliotheken die het mogelijk maakt om webpagina's te renderen. WebKit is een fork door Apple van KHTML, een project van KDE. Het wordt gebruikt door Safari, een webbrowser meegeleverd met Mac OS X. In het verleden gebruikte Google Chrome, een door Google gemaakte webbrowser, ook WebKit.
WebKit werd op de MacWorld Expo in San Francisco op 7 januari 2003 geïntroduceerd samen met de Safari-browser. Bij de introductie waren de onderdelen WebCore en JavaScriptCore opensourcesoftware. Op 7 juni 2005 werd heel WebKit open source. Sindsdien is de ontwikkeling van WebKit snel gevorderd en is een aantal wijzigingen zelfs doorgevoerd in de code van KHTML. Bovendien gaat Trolltech in de C++-toolkit Qt WebKit aanbieden (vanaf Qt-versie 4.4).

## WebKit in Mac OS X
WebKit is in eerste instantie ontwikkeld als back-end voor Safari. In Mac OS X versie 10.3 werd WebKit geïntroduceerd als systeem-framework. Op deze manier werd het mogelijk andere applicaties met WebKit te integreren. Anno 2006 maken diverse Mac OS X-programma's gebruik van WebKit, waaronder Dashboard en Apple Mail. Daarnaast is er een SDK verschenen voor de Apple-ontwikkeltools Xcode. Hiermee kunnen ontwikkelaars van programma's WebKit integreren in hun eigen programma.

## Compatibiliteit
Het eerste doel van het WebKit-project is het verbeteren van de compatibiliteit van Safari met websites. Op 6 maart 2006 werd een 'compatibiliteits-hitlijst' in het leven ingeroepen om WebKit geschikt te maken voor gebruik met de meest voorkomende incompatibele websites.

### Acid2
WebKit was de eerste browser-engine die slaagde voor de Acid2-test. Acid2 is een CSS/HTML-test gemaakt door het Web Standards Project (niet te verwarren met het World Wide Web Consortium). De test controleert of de browser correct omgaat met de CSS-specificaties, vooral door te controleren wat de browser doet bij zaken als foute syntaxis of dubbelzinnige constructies. De test is alleen gericht op CSS-ondersteuning.

### Acid3
WebKit is een van de eerste browser-engines die de Acid3-test heeft doorstaan: hij slaagt voor 100 van de 100 tests. De Acid3-test is eveneens gemaakt door het Web Standards Project, en deze test richt zich met name op scripttechnieken, zoals JavaScript, en manipulatie van het DOM.

## WebKit-projecten
Naast het verbeteren van de compatibiliteit wordt ontwikkelaars gevraagd mee te helpen met het verbeteren van de prestaties, het opruimen van de code en het verbeteren van WebKit in de omgang met huidige standaarden. Daarnaast wordt gevraagd om mee te werken aan nieuwe standaarden, waaronder CSS 3, XHTML 2, MathML, SVG en DOM.

## Gebruik van anderen
Buiten Mac OS X wordt WebKit gebruikt door Nokia, die WebCore heeft geadopteerd als engine voor hun mobiele browsers. Verder hebben de ontwikkelaars van Epiphany op 1 april 2008 aangekondigd dat ze WebKit gaan gebruiken in hun browser.
Door het succes van WebKit en het aantal porteringen zijn er steeds meer ontwikkelaars die zich interesseren om WebKit op te nemen in hun software. Nadat WebKit al vroeg geporteerd werd naar de S60-systeemsoftware van Nokia is inmiddels opgenomen voor onder andere het Android-platform van Google en in Adobe AIR. Ook Microsoft gebruikt WebKit voor het renderen van de tekst in Microsoft Messenger for Mac en Microsoft Entourage.
Google gebruikte WebKit in zijn browser Google Chrome tot en met versie 26. Vanaf versie 27 gebruiken ze Blink, een fork van WebKit. Ook Opera Software gebruikt Blink voor Opera.